# Охаб, Эдвард
Эдвард Мечислав Охаб (пол. Edward Mieczysław Ochab; 16 августа 1906, Краков — 1 мая 1989, Варшава) — польский партийный и государственный деятель, первый секретарь ЦК Польской объединенной рабочей партии (ПОРП) в марте — октябре 1956 года, Председатель Государственного совета ПНР в августе 1964 — апреле 1968.

## Биография
Эдвард Охаб образование получил в Ягеллонском университете, который окончил в 1927 году. Кооперативный деятель, с 1929 — член Коммунистической партии Польши.
После начала войны в сентябре 1939 года находился в заключении в Центральной тюрьме Варшавы. 7 сентября 1939 года он был освобождён и вместе с другими коммунистами из варшавской партийной организации защищал столицу в рядах сформированной из добровольцев рабочей бригады обороны Варшавы, а после капитуляции гарнизона — перебрался в СССР.
В Киеве и Саратове работал в советском издательстве. С 1941 служил добровольцем в РККА, сражаясь на фронтах Великой Отечественной войны. В 1943 году стал одним из организаторов Союза польских патриотов и 1-й Варшавской пехотной дивизии, был комиссаром дивизии. В январе 1944 он вошёл в состав Центрального Бюро Польских Коммунистов в Москве. В первых днях августа 1944 включённый в состав ЦК Польской рабочей партии (ППР).
Министр публичной администрации Польши 1944—1946, вице-министр национальной обороны 1949—1950, министр сельского хозяйства 1957—1959.
Воеводский первый секретарь ППР в Катовице 1946—1948, секретарь ЦК ПОРП 1948—1956, заместитель члена Политбюро ЦК ПОРП 1950—1952, член Политбюро ЦК ПОРП 1954—1968, первый секретарь ЦК ПОРП 1956. Был избран не без поддержки Хрущева.
Депутат Сейма ПНР 1947—1969, заместитель председателя Государственного совета 1961—1964 и председатель Государственного совета 1964—1968.
С 1950 по 1952 год был президентом Общества польско-советской дружбы. Председатель Фронта национального единства 1965—1968.
В апреле 1968 года ушел с постов председателя Государственного совета и Фронта национального единства и также члена Политбюро в знак протеста против направляемой правительством антисемитской кампании. На пенсии сохранил свои прежние твёрдые коммунистические убеждения, но неоднократно выступал с критикой властей (в 1971 году критиковал партийное руководство за бюрократизацию и приём карьеристов, ратуя за «возвращение к ленинскому пути» и создание советов рабочих делегатов на предприятиях, в 1977 году подписал письмо к Политбюро ЦК ПОРП и первому секретарю Эдварду Гереку с требованиями демократизации, а накануне X съезда ПОРП в 1979 году составил десятистраничное письмо «Товарищам коммунистам»).

## Семья
Был женат на Розалии Охаб (урождённая Рахель Зильбигер).
Похоронен на кладбище «Воинское Повонзки» в Варшаве.